# 田邊真也
田邊 真也（たなべ しんや、1973年1月2日 - ）は、日本の舞台俳優である。岡山県出身。劇団四季所属。

## 経歴
岡山県倉敷市の高校卒業後米国で演劇を勉強。ニューヨーク市立大学で演劇・ダンスを学ぶ。1996年に劇団四季研究所入所。翌年1997年に『クレイジー・フォー・ユー』で初舞台。

## 主な出演作品
- 夢から醒めた夢（アンサンブル）
- エルリック・コスモスの239時間（リック）
- 劇団四季ソング&ダンス（ダンスパート）
- 劇団四季ソング&ダンスPART2（ヴォーカルパート）
- マンマ・ミーア!（スカイ、サム・カーマイケル）
- 人間になりたがった猫（ライオネル）
- ユタと不思議な仲間たち（ユタ）
- 雪ん子（はやてのげん）
- 九郎衛門（太郎坊）
- キャッツ（ラム・タム・タガー）
- 赤毛のアン（ギルバート・ブライス）
- コーラスライン（マイク、ポール、ザック）
- ウェストサイド物語（リフ）
- 思い出を売る男（GIの青年、思い出を売る男）
- 鹿鳴館（久雄）
- クレイジー・フォー・ユー（ワイアット、ボビー）
- オンディーヌ（騎士ハンス）
- ヴェニスの商人（バサーニオー）
- トロイ戦争は起こらないだろう（パリス）
- アルデールまたは聖女（ニコラ）
- ひばり（ウォーリック伯）
- 間奏曲（検査官ロベール）
- アイーダ (ラダメス)
- ハムレット (ハムレット)
- 劇団四季ソング&ダンス60 感謝の花束（ヴォーカルパート）
- ジョン万次郎の夢 (万次郎)
- コンタクト (ミュージカル) (マイケル・ワイリー)
- 美女と野獣 (野獣、ルミエール)
- 恋におちたシェイクスピア (劇団四季)(クリストファー・マーロウ)
- リトル・マーメイド　（セバスチャン）[1]
- ロボット・イン・ザ・ガーデン(ベン)[2]